# Лакиер, Александр Борисович
Александр Борисович Лакиер (1824, Таганрог — 1870, Таганрог) — русский историк. Первый классификатор русской геральдики.

## Биография

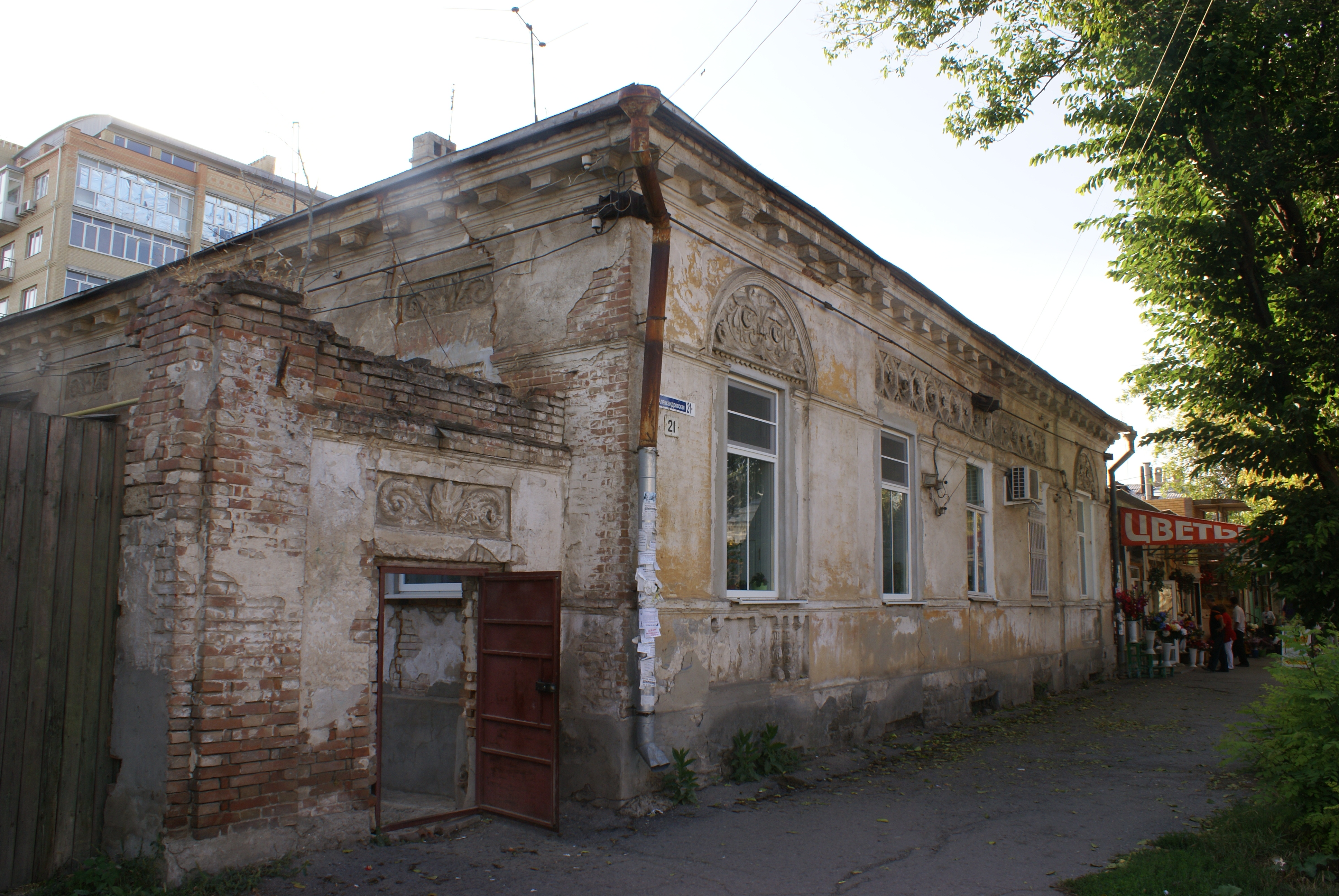
Дом детства Лакиера (ул. Александровская, 21) в 2012 г.

Родился и вырос в Таганроге. Источники указывают разные сведения о дате его рождения: «словарь А. А. Половцова» — 30 апреля 1825 года, «словарь Брокгауза и Ефрона» — 1826 год; также называются 29.04.1824 и 16 мая 1824 года. Отец — коллежский советник Борис Львович Лакиер; мать — Екатерина Фёдоровна, урожденная Шауфус, дочь действительного статского советника. В 1835 году семья переехала в Москву, где обосновалась в собственном доме на Басманной. 
В 1841 году А. Б. Лакиер окончил 2-ю московскую гимназию с правом поступления в университет без экзаменов; в 1845 году он окончил юридический факультет Императорского Московского университета со степенью кандидата и золотой медалью. Поступил на службу в гражданское отделение департамента Министерства юстиции: с 19 ноября 1845 года началась его служба в чине коллежского секретаря на должности младшего помощника столоначальника. Через год он стал столоначальником в 4-м отделении департамента, а ещё через год — начальником отделения; получил чин титулярного советника. С 1850 года — в чине коллежского асессора.
Защитил в Московском университете магистерскую диссертацию: «О вотчинах и поместьях» (СПб., 1848), которая была издана отдельным изданием.
В декабре 1854 года он опубликовал своё сочинение «Русская геральдика» (Записки Императорского археологического общества. — Т. 7. — СПб., 1854).
В 1856 году за этот труд ему была присуждена Демидовская премия. В это время он в чине надворного советника служил секретарём 1-го отделения 3-го Департамента Сената.
В 1856—1858 гг., путешествуя по Западной Европе, Палестине и Америке, вёл дневник, отрывки из которого публиковались в 1858 году в журналах «Современник», «Русский вестник» и «Отечественные записки», а затем вошли в книгу: «Путешествие по Северо-Американским Штатам, Канаде и Кубе» (СПб., 1859).

### Лакиер о США
«Хотя многое в отдельных американцах с точки зрения личных качеств неприятно и оскорбляет наши чувства, — писал Лакиер, — эти живые, умные, практичные люди начинают вызывать на расстоянии уважительное отношение за свою храбрость, свою активность и свой реалистичный взгляд на вещи. Кому-то могут не нравиться отдельные частности в Америке, но невозможно не любить Америку в целом или не изумляться тому, что они имеют и с чем Европа никак не может сравниться — народ, который знает, как управлять собой, и институты, которые без чьей-либо помощи предоставляют человеку столько счастья и благополучия, сколько ему нужно». Писатель высоко оценивал потенциальные возможности США: «Они будут иметь влияние на Европу, но они не будут прибегать к оружию, мечу или огню, к смерти или разрушениям. Они распространят свое влияние с помощью своих изобретений, своей торговли и своей промышленности. И это влияние будет более долговечным, чем любое завоевание». В рецензии на эту книгу Н. А. Добролюбов критиковал Лакиера за недостаточное внимание к вопросу о невольничестве — этому «самому важному и живому из всех вопросов не только Северной Америки, но, может быть, и всего образованного мира».

### Возвращение в Россию
В мае 1858 года из Константинополя Лакиер возвратился на родину, в Одессу. Лето 1858 года провёл в странствиях по Кавказу и югу России. Посетив родной Таганрог и Киев, он в сентябре того же года уехал в Санкт-Петербург, где поступил на службу в Министерство внутренних дел — занимался статистическими работами и был редактором в комиссии по освобождению крестьян.
В 1859 году, после женитьбы на Елене Марковне Комнино-Варваци, он поселился в имении тестя Золотая Коса, где семья построила усадебный комплекс, известный под названием «Замок Лакиера»; занимался в Таганроге адвокатской практикой.
Неожиданно умер на 46-м году жизни 28 января (9 февраля) 1870 года. Похоронен в Таганроге на старом кладбище.
В 2014 году на Старом кладбище Таганрога состоялось торжественное открытие отреставрированного семейного захоронения А. Б. Лакиера.

## Адреса в Таганроге, связанные с именем Лакиера
- ул. Александровская, 21
- ул. Греческая, 42,
- ул. Греческая, 44,
- пер. Тургеневский, 5,

Мурал на ул. Фрунзе, 102

- ул. Чехова, 96 / пер. А. Глушко, 34 (3 здания)

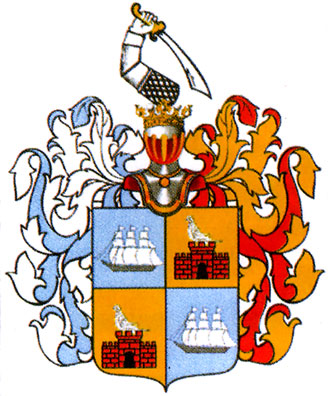
Герб рода Лакиер

- ул. Фрунзе, 102 (мурал)

## Семья
Был женат дважды. В первом браке, с Ольгой Петровной Плетнёвой (1830—1852), имел сына Петра.
В 1859 году женился вторично. Его жена — Елена Марковна Комнино-Варваци. Во втором браке родилось пятеро детей.